# جيسي (حكاية لعبة)
جيسي (بالإنجليزية: Jessie)‏ هي شخصية خيالية من فيلمي حكاية لعبة 2 وحكاية لعبة 3.

## وصلات خارجية
- صفحة الشخصية الرسمية
- جيسي في قاعدة بيانات الأفلام على الإنترنت